# Derecskei Ambrus
Derecskei Ambrus (Nagyvárad, 16. század közepe táján – Nagyvárad, 1603. szeptember) református prédikátor, esperes.

## Élete
Középiskoláit Magyarországon végezte; azután beiratkozott a wittbergi egyetemre 1576. szeptember 11-én, de más egyetemeken is tanult. Különösképpen a héber nyelv elsajátításában tüntette ki magát. Visszatérte után 1582 őszén másodpap, utána 1587 tavaszán első pap lett Nagyváradon. Jelen volt az 1588. évi medgyesi országgyűlésen, és sok nyomorúságot látott Báthory Zsigmond boldogtalan országlása s Giorgio Basta idejében. 1597 januárjában már esperesként működött a bihari egyházmegyében.
1598-ban, miután a nagyváradi reformátusok a városból való távozásra szólították fel a katolikus lakosokat, Derecskei egy gyalázkodó cédulát talált a szószéken, amelyet tartalma alapján a katolikusoknak tulajdonított. Miután megmutatta az irományt a református közösség vezetőinek, a református tömeg lerombolta azokat a házakat, ahol a katolikusok a misére szoktak gyülekezni. Mária Krisztierna fejedelemasszony levélben rendelte el a katolikusok visszaengedését, és egyben méltó büntetést helyezett kilátásba a felbújtónak tartott Derecskeinek, az esperes azonban sikeresen elhárította magáról a gyanút.

## Munkája
Az szent Pal apostol levele, mellyet irt az Romabeli keresztyeneknek. Magyar prédikatiokra rendeltetet es az Szent Iras szerint meg magyaraztatot… Debreczen, 1603. (96 prédikáció Pál apostol a rómaiaknak írt leveléről.)